# Zaprešić
Zaprešić ist eine Stadt in Kroatien. Sie liegt in der Gespanschaft Zagreb 17 km von Zagreb entfernt und hat 25.223 Einwohner (Volkszählung von 2011).

## Geografie
Zaprešić ist mit 25.223 Einwohnern (2011) die drittgrößte Stadt in der Gespanschaft Zagreb. Das Stadtgebiet erstreckt sich über eine Fläche von 52,6 km². Mit 480 Einwohnern pro km² ist sie der am dichtesten besiedelte Ort in der Gespanschaft (im Vergleich dazu beträgt die durchschnittliche Bevölkerungsdichte in der Gespanschaft Zagreb ca. 101 je km²). Das weitere Gebiet, welches zur Stadt und sieben anderen Gemeinden in der Umgebung – Bistra, Brdovec, Dubravica, Jakovlje, Luka, Marija Gorica und Pušća – gehört, dehnt sich über eine Fläche von 251,8 km² aus. Nach der Volkszählung aus dem Jahre 2001 leben dort 50.992 Einwohner. Die Gegend um Zaprešić herum befindet sich im Tal dreier Flüsse. Westlich davon befindet sich Slowenien, im Norden die Gespanschaft Krapina-Zagorje, im Süden Samobor und Zagreb im Osten.
- Flüsse: Sutla im Westen, Save im Süden, Krapina im Osten
- Gebirgsteile: Medvednica im Osten, Marijagoričko Pobrđe im Nordwesten
- Naturreservate: Ornithologisches Reservat Sava in der Stadt Zaprešić und in der Gemeinde Brdovec, Botanisches Reservat Cret Dubravica in der Gemeinde Dubravica, Naturpark Medvednica auf dem Gebiet der Stadt und der Gemeinden Bistra und Jakovlje

## Geschichte
Schriftlich wurde die Stadt erstmals in Zusammenhang mit der Kirche St. Peter, die 1334 errichtet wurde, erwähnt.
Erste Belege für die frühzeitliche Besiedlung des Raumes Zaprešić liefern vorgeschichtliche Funde aus Brdovec, Marija Gorica und Spuren einer Ansiedlung aus der Eisenzeit in der Gemeinde Sv. Križ.
Weitere Überreste aus der Antike ließen sich in Brdovec finden. Im Römischen Reich verlief hier die Verkehrsstraße Emona (Ljubljana)- Neviodunum (das heutige Dorf Drnovo bei Krško in Slowenien bis zu dem die Save befahrbar war)- Siscia (Sisak). Des Weiteren befand sich in der Gemeinde Brdovec ein Übergang über die Save über den sich die lokale Straße neben der Sutla mit der Landstraße Emona-Siscia verband.
Am Ende des 11. Jahrhunderts (um das Jahr 1094) erhielt Ača, der Vertraute des Königs von Ungarn Ladislaus I., von diesem das Gebiet östlich und westlich der Medvednica. Dieses Besitztum, aus dem sich später eine Grafschaft entwickelte, fing an den westlichen Grenzen des Gebirges an und erstreckte sich von der Save bis zur Sutla.
Im Verlauf des 15.–16. Jahrhunderts flüchteten viele Einwanderer vor den osmanischen Truppen. Ihre Nachkommen bewahrten den typischen ikavischen Dialekt (icavica), der auch heute noch an Grundschulen in der Stadt gelehrt wird.

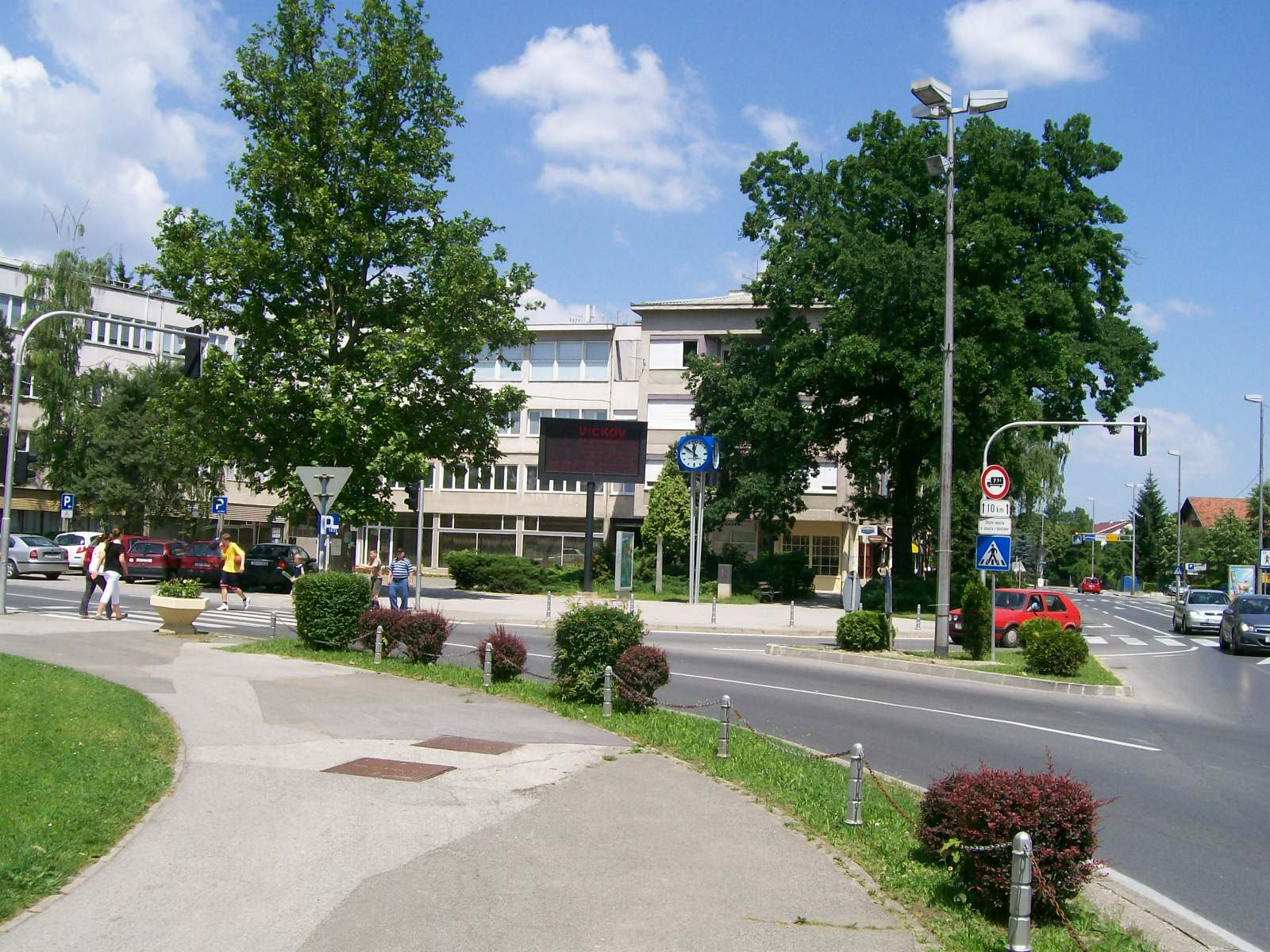
Ortszentrum in Zaprešić

Im Jahr 1573 erhoben sich die Leibeigenen zu einem Bauernaufstand. Einer ihrer Führer war Ilija Gregorić aus Marija Gorica. Am Ende des 16. Jahrhunderts bildeten sich in der Region mehrere kleine Grafschaften und im 17./18. Jahrhundert lebte dort der kleinere Adel. Bauwerke, die an diese Zeit erinnern sind schlichte Schlösser, errichtet auf zehn kleineren Grundstücken. Einige davon sind bis heute erhalten geblieben.
Zaprešić wurde zu einem wichtigen Knotenpunkt sowohl für regionalen wie auch für den internationalen Verkehr. Die erste Eisenbahnstrecke in Kroatien verlief durch Zaprešić.
Einigen Theorien zufolge sollen früher Kaufleute mit ihren Pferdewagen („zaprega“) durch die Stadt gezogen sein, um nach Zagreb zu gelangen, daher der Name Zaprešić.
Am 30. November 1995 bildete der Stadtrat bei einer Sitzung die heutige Stadt Zaprešić.
Folgende Orte gehören von diesem Zeitpunkt an zur Stadt Zaprešić: Zaprešić, Ivanec, Jablanovec, Hruševec Kupljenski, Kupljenovo, Pojatno und Šibice. Ein Tag zur Ehrung der Stadt ist auf den 16. Oktober, an dem Geburtstag des Ban Josip Jelačić, festgelegt.

## Wirtschaft und Verkehr
Wichtige Wirtschaftszweige in und um Zaprešić sind die keramische, die chemische, Metall-, Lebensmittel- und pharmazeutische Industrie sowie der Tourismus. Des Weiteren gibt es noch Produktionsstätten zur Herstellung von Gleiskonstruktionen (Schienen, Weichen) und technischem Gas.
Zaprešić liegt an der regionalen Hauptverkehrsstraße sowie an der internationalen Eisenbahnstrecke zwischen Zagreb und Ljubljana.

## Sehenswürdigkeiten

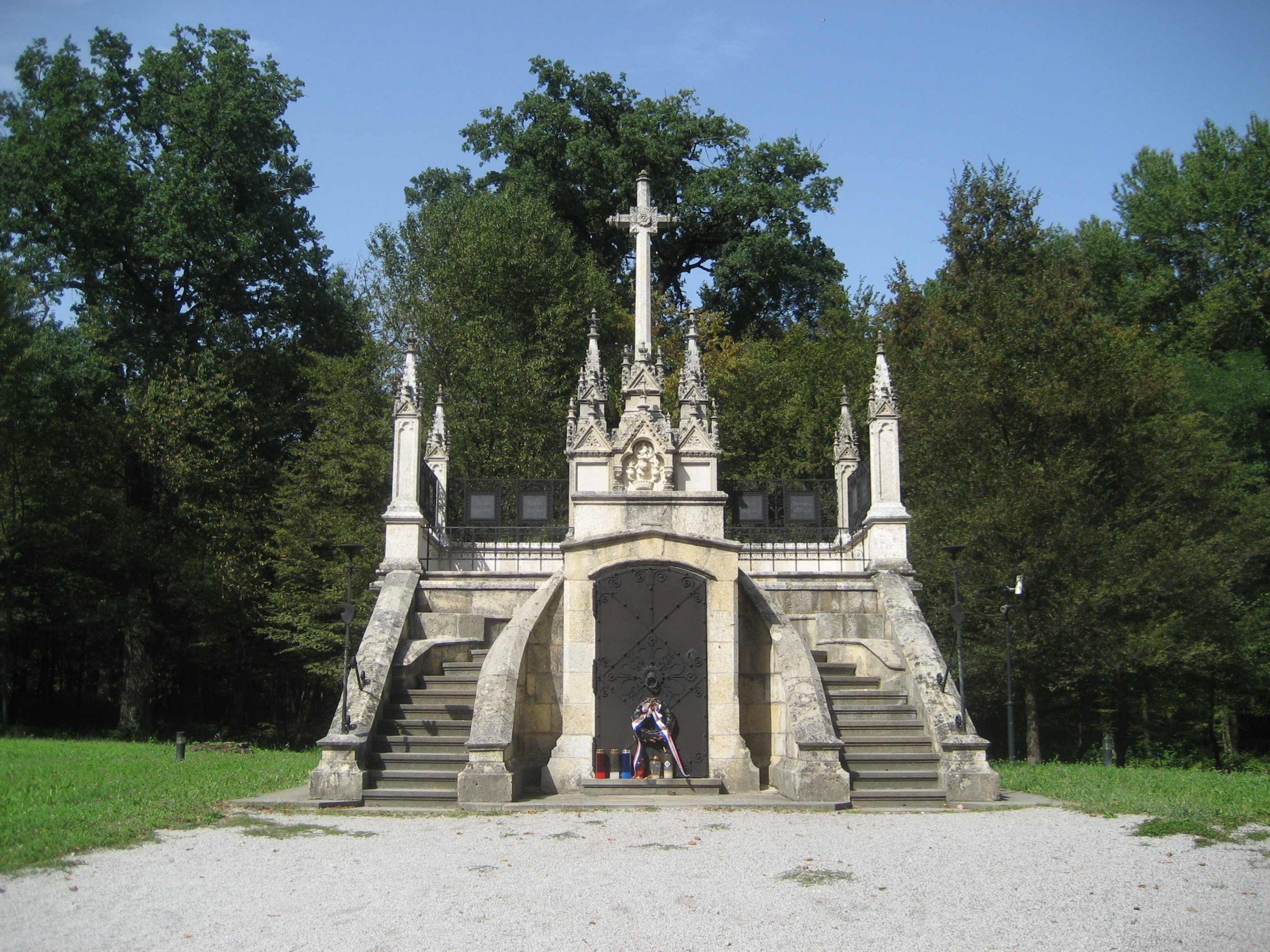
Gruft der Familie Jelačić auf deren Schlossgut Novi Dvori in Zaprešić

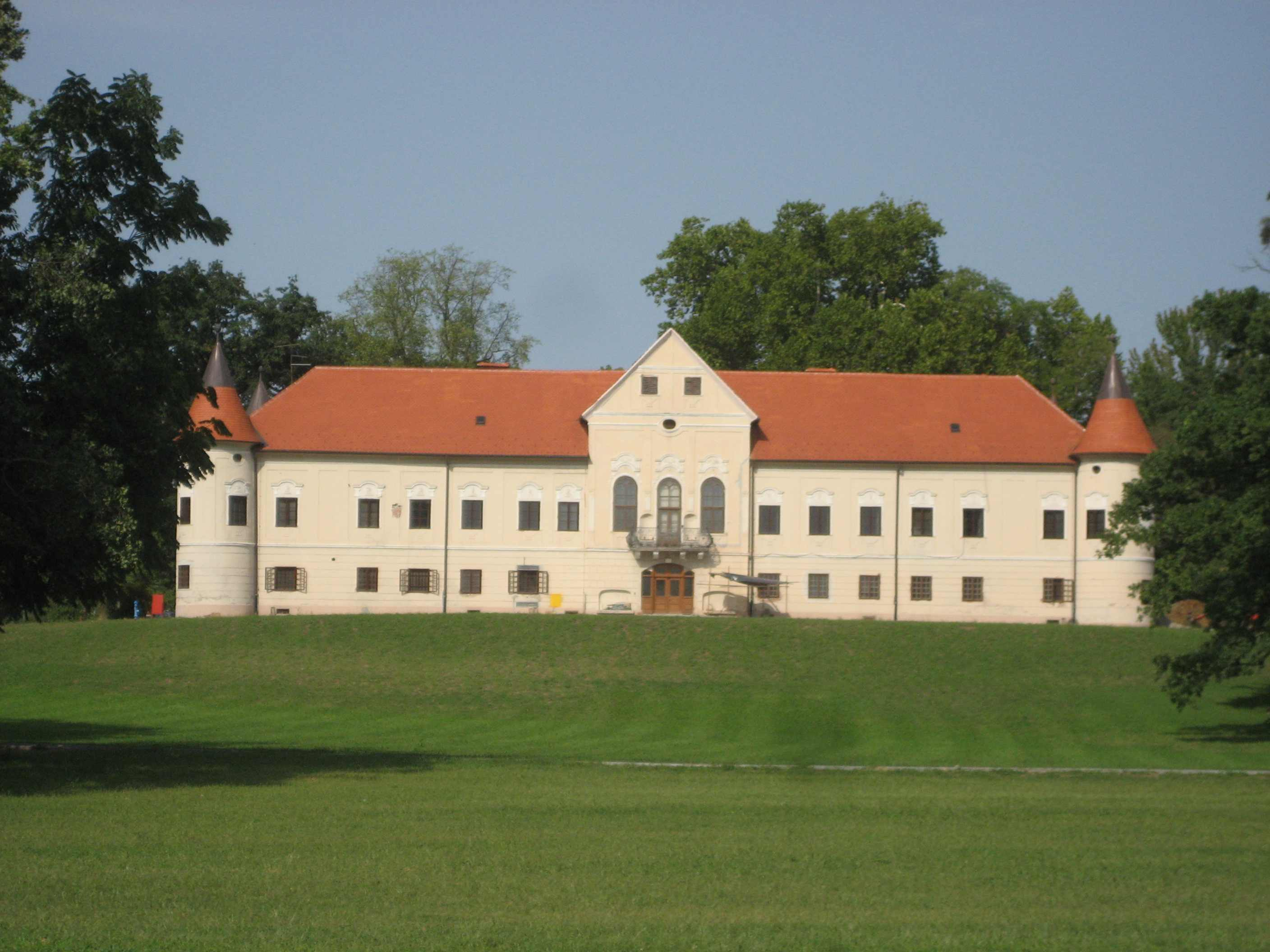
Schloss Novi Dvori in Zaprešić

Auf dem Gebiet um die Stadt herum gibt es einige bekannte erhaltene Schlösser, die im 18./19. Jahrhundert entstanden. Zwei davon fallen in eine ganz besondere Kategorie: Zum einen das Barockschloss Oršić in Gornja Bistra (einem Teil der Gemeinde Bistra), zum anderen das Schloss Januševec in Brdovec, das von einigen Schriftstellern als das schönste Denkmal klassizistischer Architektur in Kroatien angesehen wird. Darüber hinaus gibt es noch das Schloss Lužnica bei Šibice (Stadt Zaprešić), Laduč (Brdovec) und Novi Dvori in Zaprešić. Außer den vielen Schlössern sind noch Residenzen der früheren Grafen, Kirchen und typische Häuser aus der Region Hrvatsko Zagorje (traditionelle, an den Fassaden blau bemalte Gebäude aus Dubravica) vorhanden.

### Novi Dvori
Das frühbarocke Schloss Novi Dvori (zu Deutsch: „Neue Höfe“) stellt hierbei ein einzigartiges Exemplar dar, da der gesamte Komplex des Herrensitzes von etwa 20,5 ha, darunter das Schloss selbst; die Kapelle St. Joseph, Gärten, Wirtschaftsgebäude sowie das Grab der Familie Jelačić, erhalten geblieben ist. Man nimmt an, dass im Jahre 1611 der Grundstein für das Schloss, im Lateinischen auch Curia Nova genannt, gelegt wurde. Zunächst gehörte es der Grafenfamilie Zrinski, darauf den Grafen Čikulina, Sermagea, Festetića und Erdodya. Im Jahr 1851 schließlich kaufte Ban Josip Jelačić Novi Dvori vom damaligen Besitzer Graf Aleksander Erdodya für 175.000 Forint und ließ sie gründlich umgestalten. Von 1863 an befand sich das Schloss im Besitz des Bruders Đure Jelačić. Nach dem Tod seiner Tochter Gräfin Anke Jelačić im Jahr 1934, übernahm der kroatische Kulturverein Matica hrvatska die Verwaltung. In der Zeit des NDH von 1941 bis 1945 war es Residenz des Führers der nationalsozialistisch, faschistischen Ustascha-Bewegung Ante Pavelić. Von 1945 bis 1956 befand sich im Schloss eine Schule für Haus- und Landwirtschaft, später nur für Landwirtschaft sowie ein Internat. Aber auch schon 1970 beendete man diesen Betrieb. Heute gehört noch das Museum „Matija skurjeni“ ebenso wie ein Golfplatz zum Komplex des Novi Dvori.

## Sport
Unter den vielen Sportvereinen in Zaprešić ist der örtliche Fußballverein NK Inter Zaprešić hervorzuheben, der zu den Gründungsmitgliedern der 1. HNL zählt, der ersten kroatischen Liga. Der Verein pendelt meist zwischen der ersten und der zweiten kroatischen Fußballliga.

## Persönlichkeiten
- Baltazar Adam Krčelić (1715–1778), Doktor der Philosophie und Theologie, Jurist, Rektor des kroatischen Gremiums in Wien, Chroniker, Historiker und Schriftsteller
- Pavao Štoos (1806–1862), Dichter
- Ante Kovačić (1854–1889), Schriftsteller, Dichter
- Ivan Perkovac (1826–1871), Schriftsteller, Zeitungsredakteur
- Davor Gobac (* 1964), Sänger
- Matija Skurjeni (1898–1990), Maler
- Joseph Jelačić von Bužim (1801–1859), Kroatischer Ban (Ernennung 1848)
- Mira Vlahović, Opernsängerin
- Davor Vuković (1951–2015), Maler
- Gabrijela Gaiser (* 1995), Fußballspielerin